# Superliga de Kosovo 2015-16
La Superliga de Kosovo 2015-16 (Raiffeisen Superliga e Futbollit të Kosovës) fue la edición número 17 de la Superliga de Kosovo. La temporada comenzó el 22 de agosto de 2015 y culminó el 22 de mayo de 2016. El Feronikeli conquistó su 2 título de la Superliga de Kosovo 

## Sistema de competición
Un total de 12 equipos participaron entre sí todos contra todos 3 veces, totalizando 33 fechas. Al final de la temporada el primer clasificado se proclamó campeón. por otro lado los dos últimos clasificados descendieron a la Liga e Parë, mientras que el noveno y décimo clasificado jugaron un play off por la permanencia contra el tercero y cuarto de la Liga e Parë 2015-16.

## Equipos participantes
| Club            | Ciudad    | Estadio                    | Capacidad |
| --------------- | --------- | -------------------------- | --------- |
| Besa Pejë       | Peć       | Estadio Shahin Haxhiislami | 8.500     |
| Drenica         | Skenderaj | Estadio Bajram Aliu        | 3.000     |
| Drita           | Gjilan    | Gjilan City Stadium        | 15.000    |
| Feronikeli      | Glogovac  | Rexhep Rexhepi Stadium     | 2000      |
| Gjilani         | Gnjilane  | Gjilan City Stadium        | 15.000    |
| Hajvalia        | Pristina  | Estadio Hajvalia           | 1.000     |
| Istogu          | Peć       | Estadio Demush Mavraj      | 1.000     |
| Kosova Vushtrri | Vučitrn   | Estadio Ferki Aliu         | 6.000     |
| Liria           | Prizren   | Përparim Thaçi Stadium     | 15.000    |
| Llapi           | Podujevo  | Zahir Pajaziti Stadium     | 10.000    |
| Prishtina       | Pristina  | Estadio Fadil Vokrri       | 16.200    |
| Trepça'89       | Mitrovica | Estadio Riza Lushta        | 12.000    |

## Tabla de posiciones
| Pos. | Equipo     | Pts. | PJ | G  | E | P  | GF | GC | Dif. | Clasificación 2016–17             |
| ---- | ---------- | ---- | -- | -- | - | -- | -- | -- | ---- | --------------------------------- |
| 1    | Feronikeli | 69   | 33 | 21 | 6 | 6  | 53 | 27 | +26  | Campeón                           |
| 2    | Hajvalia   | 59   | 33 | 17 | 8 | 8  | 44 | 26 | +18  |                                   |
| 3    | Trepça'89  | 56   | 33 | 16 | 8 | 9  | 53 | 30 | +23  |                                   |
| 4    | Besa Pejë  | 53   | 33 | 16 | 5 | 12 | 37 | 27 | +10  |                                   |
| 5    | Gjilani    | 49   | 33 | 14 | 7 | 12 | 29 | 27 | +2   |                                   |
| 6    | Llapi      | 44   | 33 | 12 | 8 | 13 | 44 | 44 | 0    |                                   |
| 7    | Liria      | 44   | 33 | 12 | 8 | 13 | 35 | 45 | −10  |                                   |
| 8    | Prishtina  | 43   | 33 | 12 | 7 | 14 | 29 | 34 | −5   |                                   |
| 9    | Drenica    | 40   | 33 | 12 | 4 | 17 | 38 | 48 | −10  | Promoción por la permanencia      |
| 10   | Drita      | 36   | 33 | 9  | 9 | 15 | 33 | 43 | −10  | Promoción por la permanencia      |
| 11   | Istogu     | 34   | 33 | 10 | 4 | 19 | 24 | 40 | −16  | Descenso a la Liga e Parë 2016-17 |
| 12   | Vushtrri   | 26   | 33 | 6  | 8 | 19 | 24 | 52 | −28  | Descenso a la Liga e Parë 2016-17 |

Actualizado a los partidos jugados el 22 de mayo de 2016.
 Fuente: Soccerway

## Play-offs de relegación
Será jugado entre el noveno y décimo clasificado de la liga contra el subcampeón y tercero de la Liga e Parë.
|}